# Saint-Loyer-des-Champs
Saint-Loyer-des-Champs é uma antiga comuna francesa na região administrativa da Normandia, no departamento Orne. Estende-se por uma área de 10,31 km². Em 2010 a comuna tinha 405 habitantes (densidade: 39,3 hab./km²).
O 1 de janeiro de 2015 fundiu-se com outras 3 comunas, Marcei, Saint-Christophe-le-Jajolet et Vrigny, criando a nova comuna de Boischampré.